# Mursa maceria
Mursa maceria là một loài bướm đêm trong họ Noctuidae.